# Aryan Nations
Nação Ariana (Aryan Nations ou AN) é um grupo de extrema-direita, de supremacia branca e fundamentalista cristão dos Estados Unidos, originalmente baseado em Hayden Lake, Idaho. Richard Girnt Butler fundou o grupo em 1970, como um braço da organização Christian Identity da Igreja Cristã de Jesus Cristo.  Suas ações violentas se concentram nas vítimas que são consideradas "racialmente inferiores" (negros, judeus, hispânicos, asiáticos, imigrantes) ou cujo comportamento seja considerado contrário à moral cristã (homossexuais, muçulmanos, socialistas, funcionários de clínicas de aborto). Seguindo os princípios doutrinários da Christian Identity, os seus membros se consideram descendentes dos primeiros imigrantes puritanos da Inglaterra. Inaugurou uma onda de neonazismo nos Estados Unidos no início da década de 1970 e foi declarado como  uma "ameaça terrorista" pelo FBI em 2001 e a RAND Corporation chamou-o de "primeira rede terrorista verdadeiramente nacional" nos Estados Unidos.